# Játék határok nélkül 1999
Az 1999-es játék határok nélkül a sorozat 30., utolsó évada. Négy év után ismét témákra voltak osztva az elődöntők játékai.
- Helyszín: Le Castella, Olaszország
- Műsorvezetők: Borbás Mária és Gundel Takács Gábor
- Nemzeti bíró: Németh Lehel

## Részt vevő országok
- Svájc (CH): Piros
- Franciaország (F): Világoskék
- Görögország (GR): Sötétkék
- Magyarország (H): Sárga
- Olaszország (I): Fehér
- Szlovénia (SLO): Zöld

## 1. elődöntő
- Tematika: Indiana Jones kalandjai

| Hely | Ország | Város           | Pont |
| ---- | ------ | --------------- | ---- |
| 1    | CH     | Tre Valli       | 52   |
| 2    | H      | Gyöngyös        | 51   |
| 3    | F      | Gap             | 44   |
| 4    | SLO    | Tržič           | 43   |
| 5    | GR     | Kateríni        | 40   |
| 6    | I      | Reggio Calabria | 26   |

## 2. elődöntő
- Tematika: Titkos ügynökök

| Hely | Ország | Város                   | Pont |
| ---- | ------ | ----------------------- | ---- |
| 1    | SLO    | Bohinj                  | 56   |
| 2    | I      | Bolzano                 | 49   |
| 3    | H      | Budapest XVIII. kerület | 43   |
| 4    | F      | Rouen                   | 37   |
| 5    | CH     | Locarno                 | 35   |
| 6    | GR     | Oresztiada              | 28   |

## 3. elődöntő
- Tematika: Western

| Hely | Ország | Város                 | Pont |
| ---- | ------ | --------------------- | ---- |
| 1    | H      | Budapest XII. kerület | 49   |
| 2    | F      | Martigues             | 46   |
| 3    | SLO    | Rogatec               | 43   |
| 4    | I      | Caorle                | 42   |
| 5    | CH     | Capriasca             | 40   |
| 6    | GR     | Andros                | 25   |

## 4. elődöntő
- Tematika: cirkusz

| Hely | Ország | Város           | Pont |
| ---- | ------ | --------------- | ---- |
| 1    | CH     | Chiasso         | 54   |
| 2    | H      | Debrecen        | 49   |
| 3    | SLO    | Kranj           | 46   |
| 4    | I      | Valle d’Aosta   | 45   |
| 5    | F      | Villard-de-Lans | 37   |
| 6    | GR     | Sapes           | 30   |

## 5. elődöntő
- Tematika: Sci-fi

| Hely | Ország | Város               | Pont |
| ---- | ------ | ------------------- | ---- |
| 1    | SLO    | Šentjernej          | 56   |
| 2    | CH     | Bosco Gurin         | 49   |
| 3    | H      | Budapest V. kerület | 44   |
| 4    | GR     | Xanthi              | 38   |
| 5    | I      | Pagani              | 34   |
| 6    | F      | Tarbes              | 31   |

## 6. elődöntő
- Tematika: Kalózok

| Hely | Ország | Város          | Pont |
| ---- | ------ | -------------- | ---- |
| 1    | SLO    | Maribor        | 57   |
| 2    | GR     | Pátra          | 50   |
| 3    | H      | Tiszaújváros   | 46   |
| 4    | F      | Mulhouse       | 41   |
| 5    | I      | Parco del Nera | 30   |
| 6    | CH     | San Bernardino | 28   |

## 7. elődöntő
- Tematika: Állatok

| Hely | Ország | Város              | Pont |
| ---- | ------ | ------------------ | ---- |
| 1    | CH     | Lugano             | 48   |
| 2    | SLO    | Kranjska Gora      | 47   |
| 3    | GR     | Edessza            | 43   |
| 4    | F      | Brive-la-Gaillarde | 39   |
| 5    | H      | Szentendre         | 38   |
| 6    | I      | Grecìa Salentina   | 34   |

## Döntő
- Tematika: Világ körüli út

Az alábbi csapatok jutottak a döntőbe:
| Ország | Város                 | Hely | Pont | Elődöntő |
| ------ | --------------------- | ---- | ---- | -------- |
| CH     | Chiasso               | 1    | 54   | 4        |
| F      | Martigues             | 2    | 46   | 3        |
| GR     | Pátra                 | 2    | 50   | 6        |
| H      | Budapest XII. kerület | 1    | 49   | 3        |
| I      | Bolzano               | 2    | 49   | 2        |
| SLO    | Maribor               | 1    | 57   | 6        |

Döntő eredménye
| Hely | Ország | Város                 | Pont |
| ---- | ------ | --------------------- | ---- |
| 1    | I      | Bolzano               | 48   |
| 2    | GR     | Pátra                 | 47   |
| 3    | H      | Budapest XII. kerület | 45   |
| 4    | SLO    | Maribor               | 41   |
| 5    | F      | Martigues             | 40   |
| 6    | CH     | Chiasso               | 36   |